# Cannon Ball (North Dakota)
Cannon Ball is een plaats (census-designated place) in de Amerikaanse staat North Dakota, en valt bestuurlijk gezien onder Sioux County.

## Demografie
Bij de volkstelling in 2000 werd het aantal inwoners vastgesteld op 864.

## Geografie
Volgens het United States Census Bureau beslaat de plaats een oppervlakte van
250,7 km², waarvan 229,0 km² land en 21,7 km² water. Cannon Ball ligt op ongeveer 533 m boven zeeniveau.

## Plaatsen in de nabije omgeving
De onderstaande figuur toont nabijgelegen plaatsen in een straal van 36 km rond Cannon Ball.